# Microcebus jollyae
Microcebus jollyae (лат.) — вид мышиных лемуров.

## Классификация
Об обнаружении этого вида было объявлено на симпозиуме в Антананариву в 2006 году, вместе с видами Microcebus mittermeieri и Microcebus simmonsi. Эти же виды были описаны в журнале «International Journal of Primatology».

## Описание
Крошечные приматы с длиной тела 9—10 см, длиной хвоста 12 см и весом около 61 граммов. Их мех равномерно окрашен красно-коричневым сверху, живот и горло бело-серый. Округлая голова характеризуется, как и у всех Microcebus, большими глазами и большими ушами.

## Распространение
Встречается на юго-востоке Мадагаскара, ареал простирается к югу от реки Мананара и к северу от реки Мананжари. Площадь ареала составляет менее 190 км2. Предпочитает прибрежные низинные дождевые леса.

## Статус популяции
Международный союз охраны природы присвоил этому виду охранный статус «В опасности» (англ. Endangered). Ареал этого вида очень невелик и фрагментирован. Основная угроза популяции — уничтожение среды обитания, помимо этого — охота.